# Каприља (Кјети)
Каприља (итал. Capriglia) је насеље у Италији у округу Кјети, региону Абруцо.
Према процени из 2011. у насељу је живело 159 становника. Насеље се налази на надморској висини од 251 м.